# فامک
فامک (به فرانسوی: Fameck) یک کمون در فرانسه است که در Canton of Fameck واقع شده‌است.

## خصوصیات
فامک ۱۲٫۴۵ کیلومترمربع مساحت و ۱۲٬۴۴۱ نفر جمعیت دارد.